# Trichomycterus hualco
Trichomycterus hualco es una especie de peces de la familia Trichomycteridae en el orden de los Siluriformes

## Distribución geográfica
Se encuentran en América.